# Live at New Morning, Paris
Live at New Morning, Paris ist ein Jazzalbum von Ryan Porter & the West Coast Get Down. Die am 17. Oktober 2019 im Pariser Jazzclub New Morning entstandenen Aufnahmen erschienen am 12. Juni 2020 auf dem Label World Galaxy.

## Hintergrund
Das Live-Album, dem drei Studioalben vorangingen, ist ein Dokument von der ersten Europatournee Porters mit einer eigenen Band im Herbst 2019. Bei dem Auftritt im Jazzclub New Morning im Zentrum von Paris spielte Porter mit seinen langjährigen Mitarbeitern, dem Saxophonisten Kamasi Washington, dem Bassisten Miles Mosley, dem Keyboarder und Pianisten Brandon Coleman, dem Trompeter Jumaane Smith und dem Schlagzeuger Tony Austin. All diese Musiker sind auch Mitglieder des West Coast Get Down Jazz Collective aus Los Angeles.
Das Live-Set enthielt Material aus den letzten beiden Alben Porters, The Optimist (2018) und Force for Good (2019). Den Konzertabend und auch das Album begann Porter mit einer Hommage an seinen langjährigen Mentor Roy Hargrove (der im November 2018 gestorben war), indem er mit seiner Band dessen Komposition „Strasbourg/St. Denis“ interpretierte, die Hargrove speziell für das New Morning geschrieben hatte.

## Titelliste
- Ryan Porter: Live at New Morning, Paris

1. Strasbourg / St. Denis (Roy Hargrove) 12:33
2. Madiba 11:52
3. Mesosphere 10:59
4. The Psalmnist 8:56
5. Oscalypso (Oscar Pettiford) 10:45
6. Anaya 11:56
7. Carriacou 13:56

Alle Stücke, soweit nicht anders angegeben, schrieb Ryan Porter.

## Rezeption

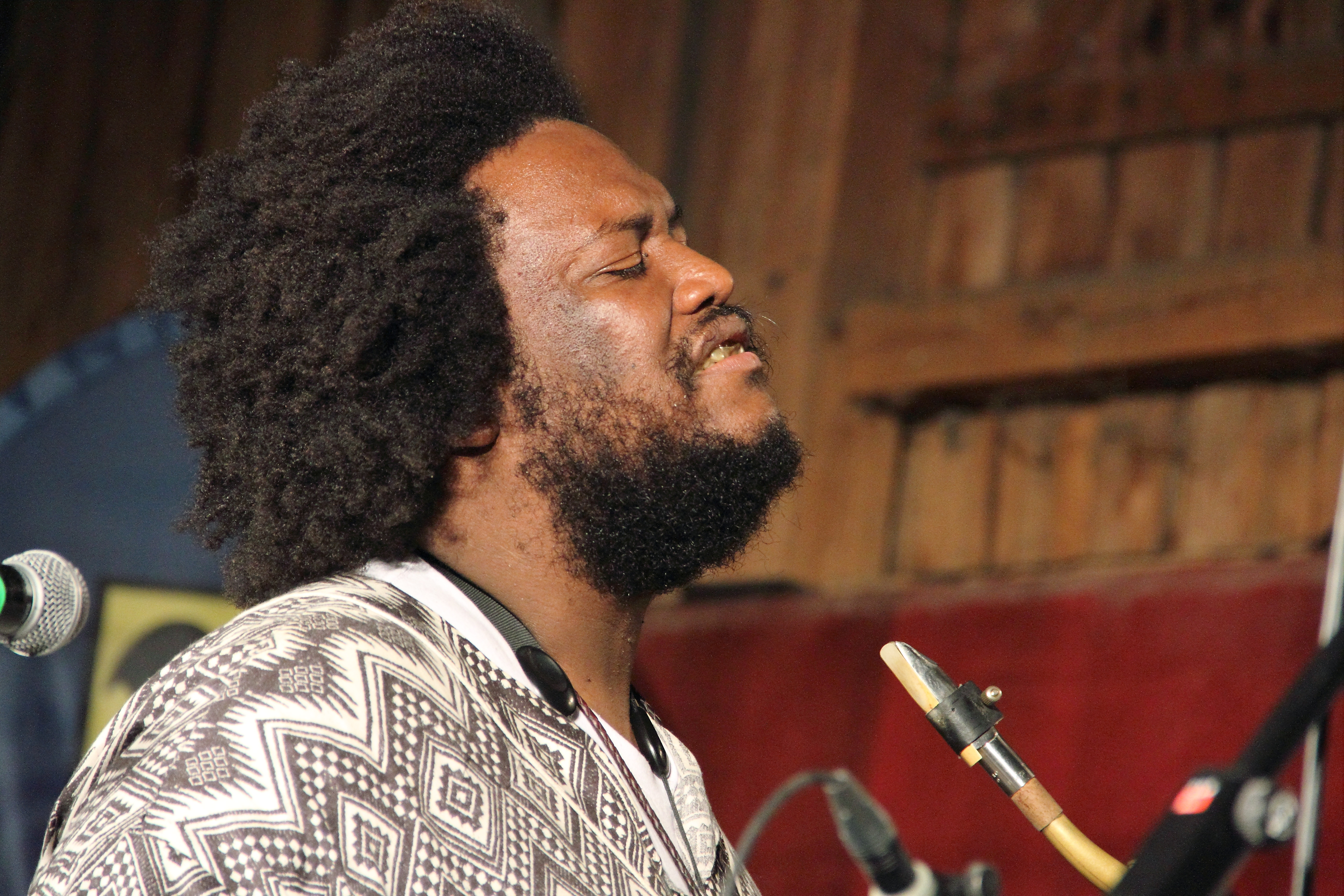
Kamasi Washington (INNtöne Jazzfestival 2018)

Dave Summer zählte in Bandcamp Daily das Album zu den besten Neuveröffentlichungen des Monats und meinte, dieser Mitschnitt von 2019 enthält alles, was man sich für eine Live-Show wünschen kann. Dieses Konzert im Pariser Club New Morning habe eine starke Unmittelbarkeit, es sei Musik, die Spaß mache und nur das Bedürfnis nach mehr nähre, so der Autor.
Auch Phil Freeman zählte es zu den besten Neuerscheinungen des Monats und notierte, Ryan Porter sei viel mehr als Kamasi Washingtons Laufpartner. Die Klangqualität sei boomend und roh, mit viel Platz für Mosleys Bass in der Abmischung, und er spiele hart. „Madiba“, der Anfangstrack von Porters Veröffentlichung Force for Good aus dem Jahr 2019, sei ein Mingus-artiger Vamp, der zu Ehren von Nelson Mandela geschrieben wurde und eine Art traurige, aber tobende Energie habe. Porters Solo sei purer Blues, so Freeman, „der Schrei eines verwundeten Herzens, und als Washington hinter ihm hereinkommt, spielt er fast gedämpft, aber er kann sich nicht lange zurückhalten. Bis zur Halbzeit des fast 12-minütigen Stücks ist er auf dem Weg zum Himmel und kommt nicht so schnell zurück.“
Nach Ansicht von Alex Whetham, der das Album in Exlaim rezensierte, bringe jeder der beteiligten Musiker alles ein, mit herausragenden Soli wie Colemans spindeldürren und kurvenreichen Improvisationen in „Mesosphere“ und Washingtons energischem Crescendo in „Carriacou“. Doch diese Soli überschatten den Rest der Platte in keiner Weise; Porter behaupte sich auf jeden Fall, und Smith präsentiere durchweg solide Trompetensoli; ebenso glänze die dicht agierende Rhythmusgruppe von Mosley und Austin durchgehend. Jedoch lasse die Klangqualität etwas zu wünschen übrig, da die Publikumsgeräusche gelegentlich von den Darbietungen ablenken können, was dazu führe, dass einige Instrumente an bestimmten Stellen dünn klängen, insbesondere Brandon Colemans Pianospiel. Aber was den Live-Jazz im Jahr 2020 angeht, könnten Fans des Genres nichts falsch machen, meint Whetham. Die unterschiedlichen Stimmungen und Genres sowie die Besetzung mit einigen wichtigen Stars des modernen Jazz seien ein solides Beispiel für den heutigen Stand des Jazz.
Hobart Taylor verlieh dem Album im Down Beat vier Sterne und schrieb, die Aufnahme vermittle in ihrer Lo-fi-Qualität die Liveatmosphäre, mit dem Geplauder des Publikums und den Reaktionen auf die Musik, die in dieser Mischung spielt – eine Reminiszenz auf allgegenwärtige Konzertalben aus der Mitte des 20. Jahrhunderts, die die Atmosphäre und Unmittelbarkeit des Hörens von Jams im Club betonten. Der Umgebungsklang sei jedoch nicht die einzige Verbindung zu dieser Tradition. Insbesondere der Tenorsaxophonist Kamasi Washington liefere tiefe Rückbesinnung zur Soul-Musik der 1970er-Jahre und schaffe Verbindungslinien zwischen Sonny Rollins und Maceo Parker.